# Лион Купър

Лион Купър (на английски: Leon Nathan Cooper) е американски физик, носител на Нобелова награда за физика за 1972 година за създаване на теорията на свръхпроводимостта.

## Биография
Роден е на 28 февруари 1930 г. в Ню Йорк, САЩ. Завършва Колумбийския университет. Понастоящем е професор в Университета „Браун“. Автор е на нестандартния учебник „Физика: Структура и значение“.